# Letty Cottin Pogrebin
Letty Cottin Pogrebin (Queens 9 de junho de 1939) é uma escritora, feminista, jornalista e ativista social norte-americana de origem judaica. É autora de 14 livros.

## Obras
- How to Make It in a Man's World (1970)
- Free to Be You and Me (1972) (consulting editor)
- Getting Yours: How to Make the System Work for the Working Woman (1976)
- Growing Up Free: Raising Your Child in the 80s (1980)
- Stories for Free Children (1982) (editor)
- Family Politics: Love and Power on an Intimate Frontier (1983)
- Free to Be...A Family (1987) (consulting editor)
- Among Friends: Who We Like, Why We Like Them and What We Do with Them (1988)
- Deborah, Golda, and Me: Being Female and Jewish in America (1991)
- Getting Over Getting Older: An Intimate Journey (1996)
- Three Daughters (2003)
- How to Be a Friend to a Friend Who's Sick (2013)
- Single Jewish Male Seeking Soulmate (2015)
- Shanda: A Memoir of Shame and Secrecy (2022)